# Яблуниця (Вижницький район)
Яблуни́ця — село у Конятинській сільській громаді Вижницького району Чернівецької області України. 

## Географія
Яблуниця розташована на березі річки Білий Черемош, на протилежній стороні однойменне село Яблуниця Верховинського району.

## Історія
З 1991 року в складі незалежної України.
26 січня 2017 року шляхом об'єднання Довгопільської, Конятинської та Яблуницької сільських рад село увійшло до Конятинської сільської громади..

## Світлини

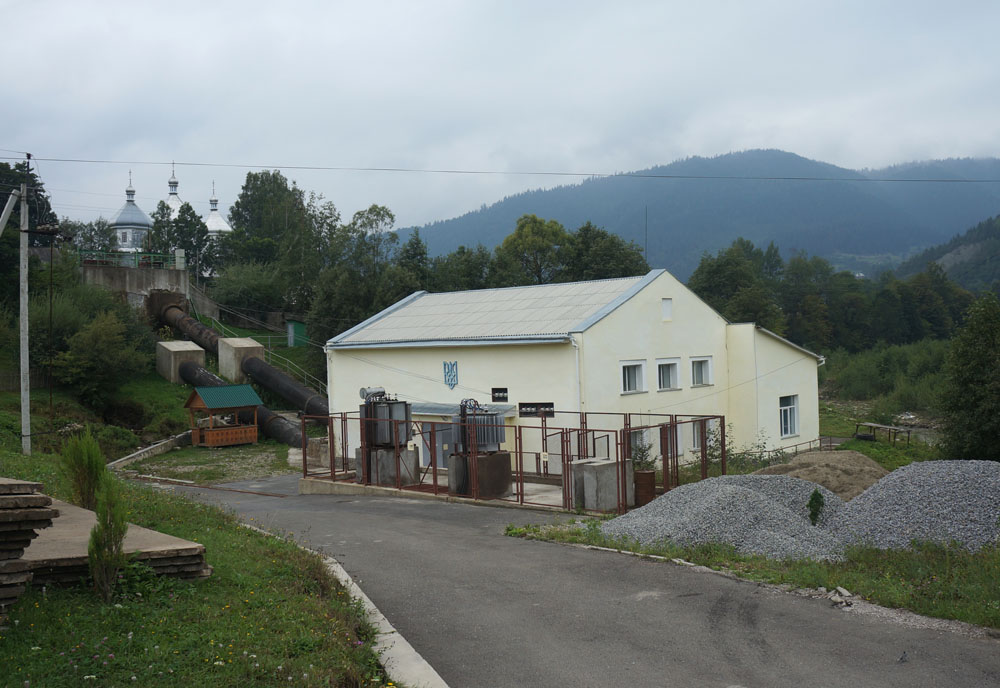
Мала гідроелектростанція в Яблуниці
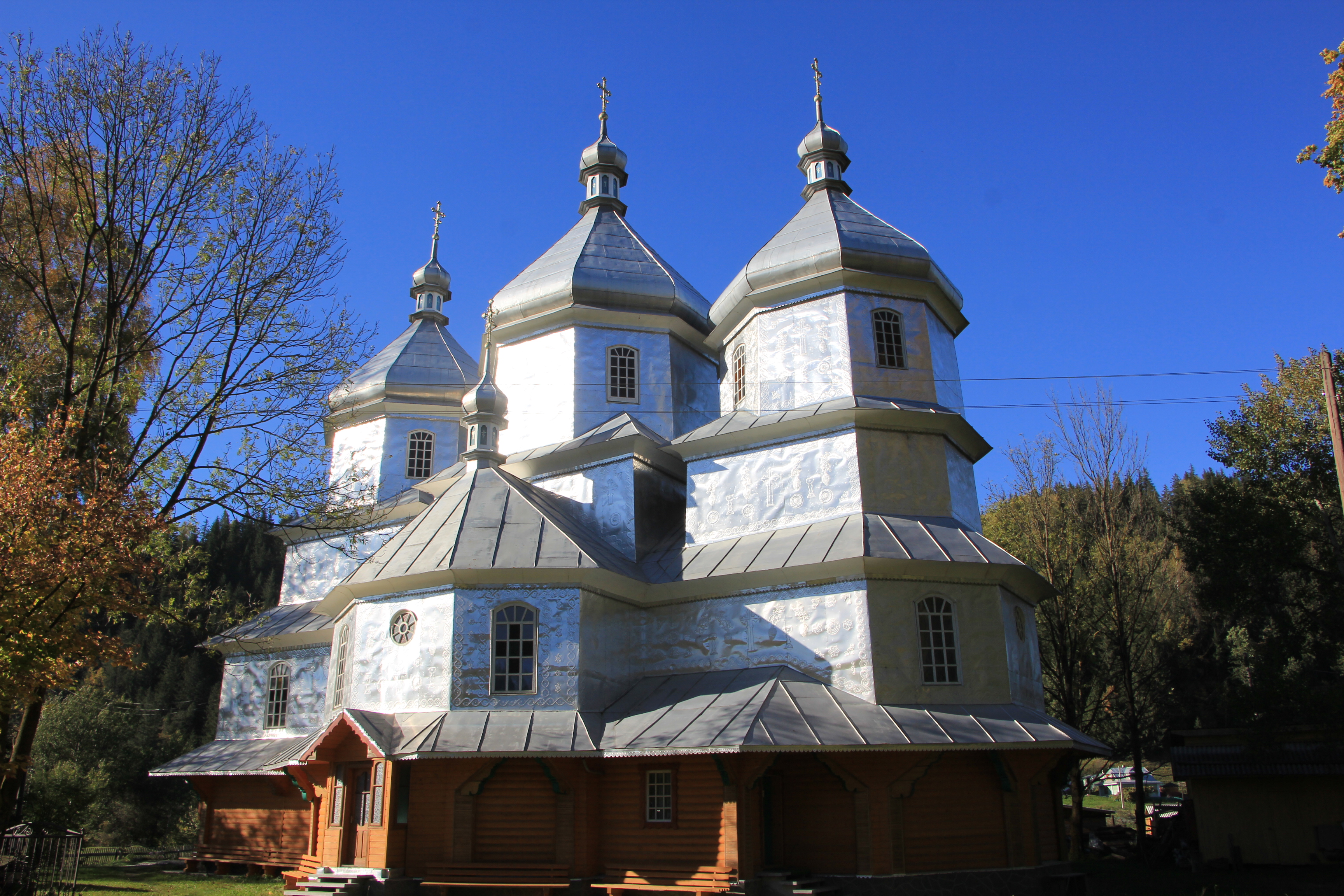
Дерев'яна церква Св. Арх Михайла 1877р.
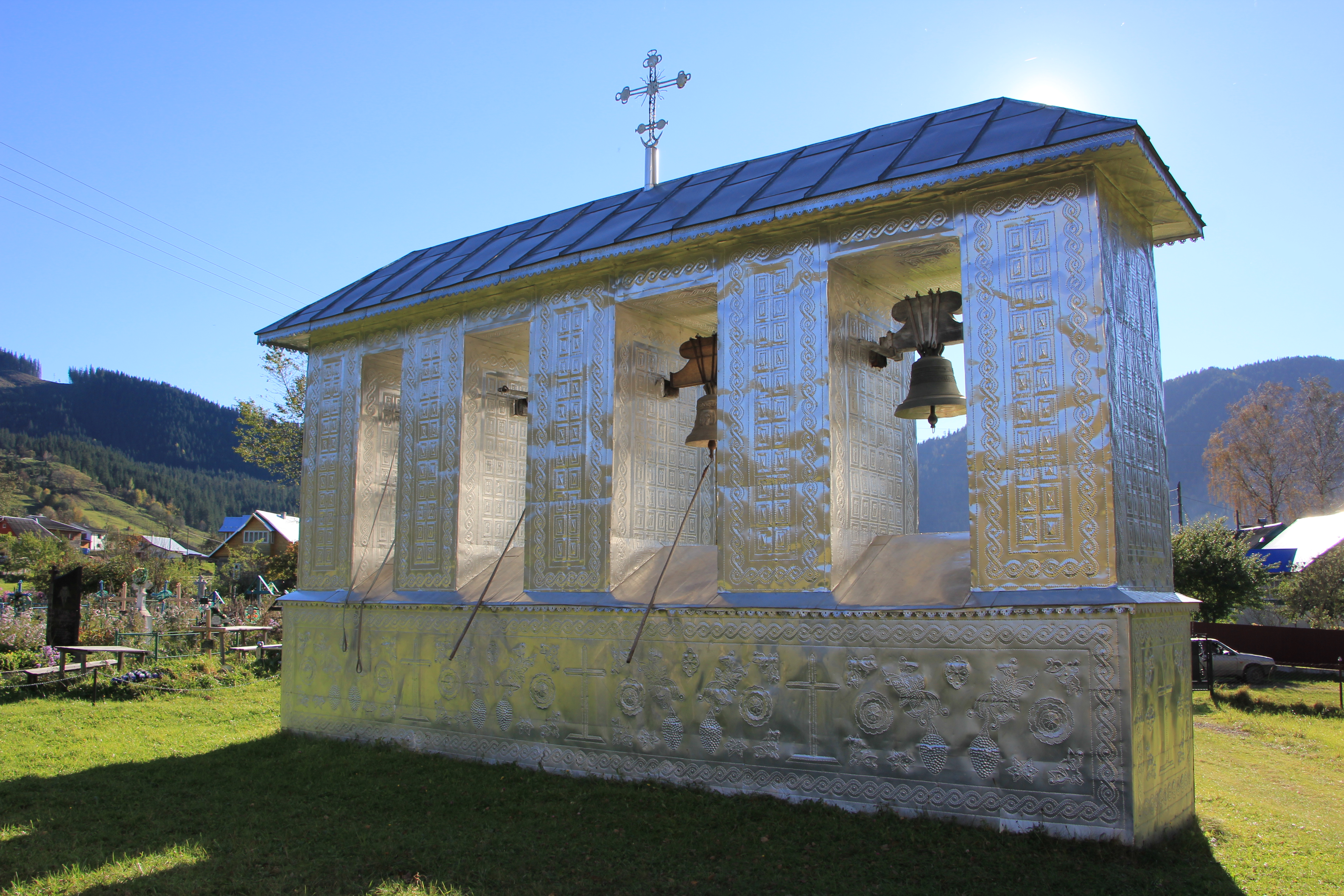
Дерев'яна церква Св. Арх Михайла 1877р. Дзвіниця